# سارة تارلتون كولفين
كانت سارة تارلتون كولفين (12 سبتمبر 1865 - 22 أبريل 1949) ممرضة أمريكية ومدافعة عن حقوق المرأة، شغلت منصب الرئيس الوطني للحزب الوطني للمرأة في 1933. سُجنت بسبب نشاطها أثناء الاعتصام أمام البيت الأبيض في عامي 1918 و1919، وكتبت كولفين لاحقًا سيرتها الذاتية عن حركة حق المرأة في الاقتراع وعن مسيرتها المهنية في التمريض.

## بدايات حياتها
ولدت سارة لايتفوت تارلتون في 12 سبتمبر 1865 في مقاطعة غرين بولاية ألاباما، وهي أكبر أبناء سالي برنارد (كنيتها قبل الزواج لايتفوت) وروبرت تارلتون. كان والدها طبيبًا، وتخرج من جامعة ييل وخدم في الجيش الكونفدرالي خلال الحرب الأهلية. تنحدر والدتها من نسل الملازم فيليب لايتفوت، الذي خدم في فوج المدفعية القاري بقيادة هاريسون في فيرجينيا خلال الثورة الأمريكية. وعندما انتهت الحرب، استقرت العائلة مع أجداد تارلتون من جهة الأب في كادو باريش بولاية لويزيانا، حيث ولد شقيقها روبرت جونيور. انتقلت العائلة بعد ذلك إلى موبيل بولاية ألاباما، حيث توفي والدها عندما كانت تارلتون في الثالثة من عمرها، إثر مضاعفات خدمته الحربية. وولدت شقيقتها مارغريت في اليوم التالي لوفاة والدها عام 1868.
وبعد وفاة والدهم، تنقلت العائلة كثيرًا، ومكثت في أماكن مختلفة في ألاباما ولويزيانا ومسيسيبي قبل أن تستقر في بالتيمور بولاية ماريلاند عام 1878. وبعد ظهورها الأول كبالغة ورحلة طويلة إلى الخارج، التحقت تارلتون بمدرسة التمريض في كلية جونز هوبكنز للتمريض، وتخرجت عام 1892، بعد دورة دراسية مدتها سنتان.

## سيرتها المهنية
بعد أن أكملت تعليمها ورغم اعتراضات عائلتها، قبلت تارلتون منصب الممرضة الرئيسية في جامعة جونز هوبكنز لمدة ستة أشهر. ومن ثم عملت لفترة وجيزة ممرضة خاصة في مدينة نيويورك، قبل أن تنتقل إلى مونتريال في كندا لتتولى منصب ممرضة في غرف العمليات في مستشفى فيكتوريا الملكي. وأثناء وجودها في مونتريال، التقت بالطبيب ألكسندر آر. كولفين، وتزوجته في بالتيمور في 1 يونيو 1897. وبعد زفافهما، استقر الزوجان في سانت بول بولاية مينيسوتا.
نظرًا لأن الاستمرار في العمل ممرضة بعد زواجها اعتُبر أمرًا غير لائق، فقد حولت كولفين اهتماماتها إلى تحسين المعايير التعليمية للمرأة في مجال التمريض. وعملت في مجلس إدارة ديكونيس هوم منذ مجيئهم في 1897 واختيرت في 1906 لتكون الرئيس المؤسس لجمعية الممرضات الخريجات في ولاية مينيسوتا. عملت أيضًا في نوادي مدنية أخرى، بما في ذلك مديرةً للرابطة المدنية وعضو مؤسس لجمعية الشابات المسيحية ورئيسة لجمعية مكافحة السل. وفي 1915، كانت واحدة من مؤسسي الحزب الوطني للمرأة، فرع مينيسوتا، وشغلت منصب رئيسته حتى 1920.
أصبحت كولفين واحدة من أبرز المدافعين عن حقوق المرأة في مينيسوتا وعملت منسقة على المستوى الوطني، فسافرت إلى مناطق أخرى، مثل كنساس وواشنطن العاصمة للضغط من أجل حق المرأة في الاقتراع وتحديد النسل، الذي كان غير قانوني في ولاية مينيسوتا. وفي نفس الوقت خلال الحرب العالمية الأولى، عملت ممرضة في الصليب الأحمر والجيش. وبمنحها رتبة رائد، عملت رئيسة قسم التمريض الجراحي بالوكالة في فورت ماك هنري. وبصفتها عضو في مجموعة الحارسات الصامتات، شاركت في اعتصامات البيت الأبيض عام 1918 وفي يناير 1919 اعتُقلت مرتين. وصفت كولفين سجنها بأنه مخيف ومثير للاشمئزاز، ولكن بعد مضي الفترة الأولى، شاركت في إضراب عن الطعام، مما أدى إلى الحكم عليها للمرة الثانية.
عندما انتهت الحرب، انضمت كولفين إلى كل من حركة نزع السلاح والرابطة النسائية الدولية للسلام والحرية، وعملت في مجلس إدارة فرع مينيابوليس التابع للرابطة. وبمجرد حصول النساء على حق الاقتراع، انضمت إلى حزب العمال والمزارعين في مينيسوتا، فعملت على تثقيف العامة حول هذه القضايا والضغط من أجل إقرار تعديل الحقوق المتساوية. وفي 1933، انتُخبت الرئيس الوطني للحزب الوطني للمرأة ووجهت أنظارها نحو قضايا المساواة في الأجور. وانتُخبت للعمل في مجلس التعليم بالولاية عام 1935 واستمرت في الضغط من أجل الإصلاحات في مجال التمريض والمساواة في الأجور لكل من الممرضات الأمريكيات والكنديات حتى نهاية ثلاثينيات القرن العشرين. وفي 1944، نشرت سيرتها الذاتية، متمردة في الفكر، تروي فيها تجاربها في حركة حق المرأة بالاقتراع.

## الوفاة والإرث
توفيت كولفين في 22 أبريل 1949 في رامسي بولاية مينيسوتا. وعُرضت سيرتها بين السير الذاتية لجمعية نقطة التحول التذكارية لحق المرأة بالاقتراع وكُرمت في النصب التذكاري لحق المرأة بالاقتراع في مينيسوتا.